# Umie

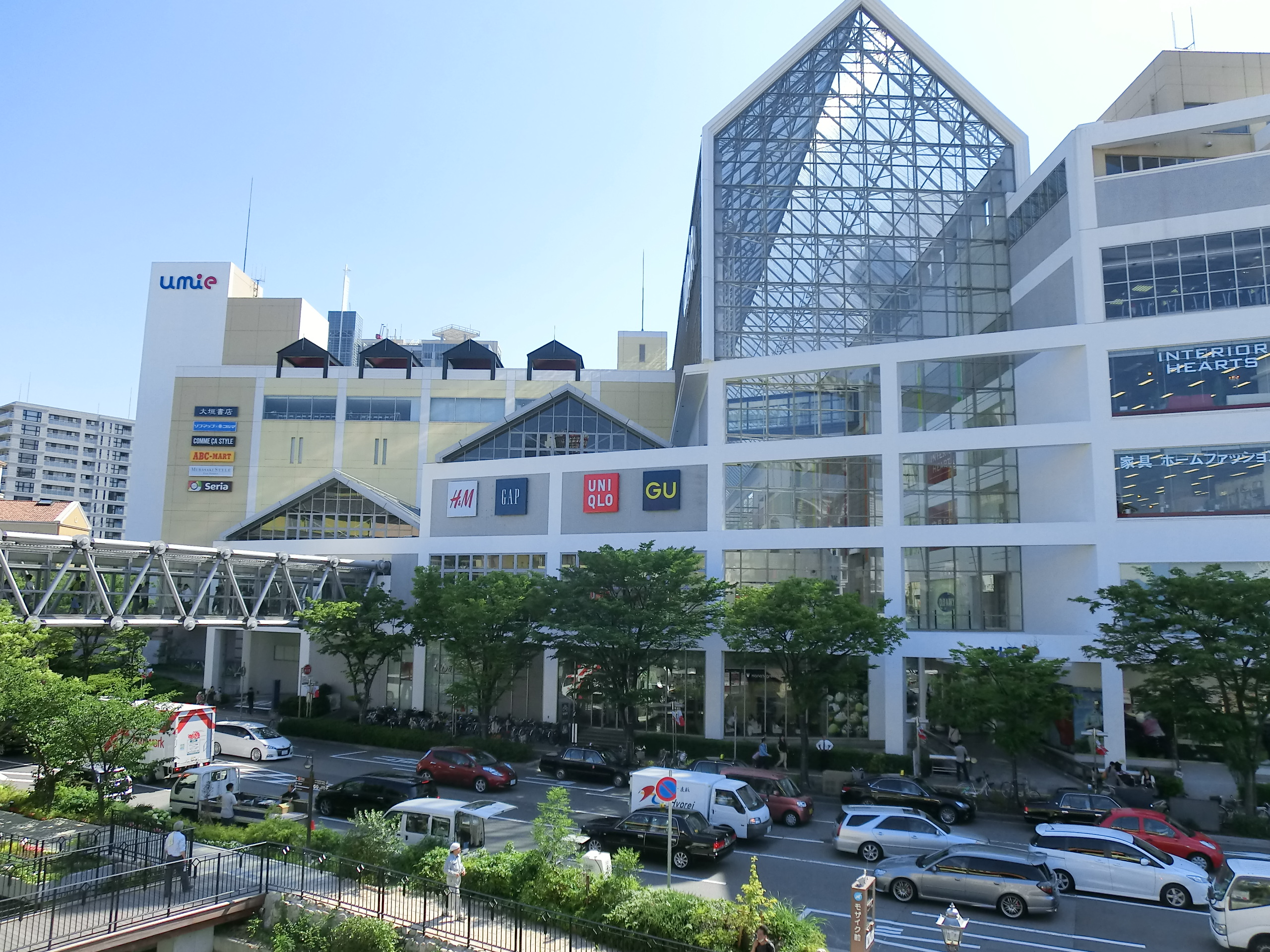
umie

umie는 일본 효고현 고베시 주오구 고베 하버랜드에 있는 상업시설이다.